# Jerzy Kraj
Jerzy Kraj OFM (ur. 5 sierpnia 1960 w Zakliczynie) – polski franciszkanin, teolog moralista, wikariusz patriarchalny dla Cypru w latach 2013–2022.

## Życiorys
Jerzy Kraj pochodzi ze Złotej. Urodził się w rodzinie Michała i Józefy zd. Piech. Po ukończeniu liceum w Niższym Seminarium Duchownym w Wieliczce, 29 sierpnia 1979 wstąpił do Prowincji Matki Bożej Anielskiej w Krakowie. Następnie ukończył studia filozoficzne w Seminarium Księży Misjonarzy w Krakowie na Stradomiu. Studia teologiczne kontynuował w Studium Theologicum Jerosolimitanum w Izraelu. Został wyświęcony na kapłana 29 czerwca 1986 w kościele Najświętszego Zbawiciela w Jerozolimie.
Odbył studia specjalistyczne z teologii moralnej na Akademii Alfonsjańskiej w Rzymie. W 1998 obronił pracę doktorską "Mysterium Iniquitatis" i "Mysterium Pietatis" w nauczaniu Jana Pawła II o odkupieniu (1978–1992) (wł. "Mysterium Iniquitatis" e "Mysterium Pietatis" nell’insegnamento di Giovanni Paolo II sulla redenzione) napisaną pod kierunkiem Bruno Hidbera.
Po studiach specjalistycznych rozpoczął pracę naukowo-dydaktyczną w seminarium Kustodii Ziemi Świętej w Jerozolimie, którego był rektorem w latach 1996–2002 (wł. moderatore). Następnie był gwardianem klasztorów Ubiczowania, Najświętszego Zbawiciela w Jerozolimie, Klasztoru św. Katarzyny w Betlejem przy bazylice Narodzenia Pańskiego oraz dyrektorem Chrześcijańskiego Centrum Informacyjnego w Jerozolimie. W 2013 wybrany został wikariuszem łacińskiego patriarchy Jerozolimy dla Cypru. W 2022 następcą o. Kraja wybrano o. Bruna Varriano OFM. Po kapitule prowincjalnej w Kustodii Ziemi Świętej w 2022 roku o. Jerzy Kraj mianowany został dyrektorem Chrześcijańskiego Centrum Informacyjnego w Jerozolimie.
O. Kraj był oficjalnym komentatorem podczas 91. pielgrzymki papieża Jana Pawła II do Ziemi Świętej w 2000 roku, współpracuje z redakcją polską Radia Watykańskiego oraz redakcją programów katolickich Telewizji Polskiej. Był felietonistą Radia Maryja i Telewizji Trwam, przekazując informacje z Jerozolimy, głównie o mieszkającej tam mniejszości chrześcijańskiej. Franciszkanin publikuje na łamach kwartalnika Ziemia Święta. Czasopismo ilustrowane jest też zdjęciami autorstwa o. Kraja.
O. Jerzy Kraj zna rosyjski, francuski, włoski, angielski i grecki.
W 2018 został odznaczony Krzyżem Kawalerskim Orderu Zasługi Rzeczypospolitej Polskiej.